# 尤为
尤为（1976年10月—），中华人民共和国教育部长江学者特聘教授，武汉理工大学材料复合新技术国家重点实验室教授，主要从事光电有机高分子材料与太阳能电池研究。

## 生平
1999年毕业于中国科学技术大学化学系，获学士学位，2004年获芝加哥大学化学博士学位。2004至2006年在斯坦福大学从事博士后研究，2013年起受聘于武汉理工大学，现任材料复合新技术国家重点实验室教授。